# Surendranath Dasgupta
Surendranath Dasgupta (n. octombrie 1887, Kushtia⁠(d), India Britanică, Bangladesh – d. 18 decembrie 1952, Kolkata, Bengalul de Vest, India) a fost un scriitor și filosof indian din provincia Bengal. A fost maestrul lui Mircea Eliade în perioada în care acesta a studiat filosofia indiană la Calcutta. Este tatăl scriitoarei Maitreyi Devi, eroina romanului de dragoste a lui Mircea Eliade Maitreyi. Maitreyi a reflectat la rându-i relația cu Mircea Eliade într-un roman scris la maturitate cu titlul „Na Hanyate” (în engleză „It Does Not Die”, în română „Dragostea nu moare”`).